# Champions League of Darts 2019
De Champions League of Darts 2019 was de 4e editie van dit toernooi, georganiseerd door de PDC. Het toernooi vond plaats op 19 en 20 oktober 2019 in de Morningside Arena in Leicester. Gary Anderson was de titelverdediger, nadat hij in de vorige editie  Peter Wright versloeg in de finale. Anderson werd echter laatste in zijn poule tijdens de poulefase. Michael van Gerwen won het toernooi voor het eerst door Wright in de finale met 11-10 te verslaan. Wright kreeg matchdarts om zelf het toernooi 11-7 te winnen, maar miste deze pijlen.

## Opzet
Voor dit toernooi was de top-8 van de PDC Order of Merit uitgenodigd. Zij werden onderverdeeld in twee groepen van vier. In de groepsfase werd een halve competitie afgewerkt, waarbij er gespeeld werd volgens het best-of-19-legs principe. De eerste 2 van elke groep plaatsten zich voor de halve finale, waar net zoals de finale over 21 legs gespeeld werd. Rond de wedstrijden speelde Raymond van Barneveld wedstrijden tegen mensen uit het publiek. Als er een negendarter gegooid werd, werd het prijzengeld verdeeld onder het publiek. Dit gebeurde echter niet.

## Resultaten

### Groepsfase

#### Groep A
| Pos. | Speler                 | Gespeeld | Winst | Verlies | Legs voor | Legs tegen | Legsaldo | Punten |
| ---- | ---------------------- | -------- | ----- | ------- | --------- | ---------- | -------- | ------ |
| 1.   | Michael van Gerwen (1) | 3        | 3     | 0       | 30        | 18         | +12      | 6      |
| 2.   | Michael Smith (4)      | 3        | 2     | 1       | 26        | 25         | +1       | 4      |
| 3.   | James Wade (8)         | 3        | 1     | 2       | 26        | 29         | -3       | 2      |
| 4.   | Gary Anderson (5)      | 3        | 0     | 3       | 20        | 30         | -10      | 0      |

19 oktober (Best of 19 legs)
| Michael van Gerwen (103.40) | 10 - 8 | James Wade (98.84)    |
| Michael Smith (100.64)      | 10 – 7 | Gary Anderson (97.76) |

19 oktober (Best of 19 legs)
| Michael van Gerwen (100.19) | 10 – 6 | Michael Smith (98.24) |
| Gary Anderson (99.56)       | 9 – 10 | James Wade (95.14)    |

20 oktober (Best of 19 legs)
| Michael van Gerwen (101.16) | 10 – 4 | Gary Anderson (91.72) |
| Michael Smith (92.07)       | 10 – 8 | James Wade (93.03)    |

#### Groep B
| Pos. | Speler           | Gespeeld | Winst | Verlies | Legs voor | Legs tegen | Legsaldo | Punten |
| ---- | ---------------- | -------- | ----- | ------- | --------- | ---------- | -------- | ------ |
| 1.   | Peter Wright (6) | 3        | 3     | 0       | 30        | 23         | +7       | 6      |
| 2.   | Gerwyn Price (7) | 3        | 2     | 1       | 28        | 21         | +7       | 4      |
| 3.   | Daryl Gurney (3) | 3        | 1     | 2       | 23        | 26         | -3       | 2      |
| 4.   | Rob Cross (2)    | 3        | 0     | 3       | 19        | 30         | -11      | 0      |

19 oktober (Best of 19 legs)
| Rob Cross (94.38)    | 5 – 10 | Gerwyn Price (99.34) |
| Daryl Gurney (85.80) | 7 – 10 | Peter Wright (89.76) |

19 oktober (Best of 19 legs)
| Rob Cross (94.60)     | 6 – 10 | Daryl Gurney (97.60)  |
| Peter Wright (102.82) | 10 – 8 | Gerwyn Price (100.34) |

20 oktober (Best of 19 legs)
| Rob Cross (97.75)    | 8 – 10 | Peter Wright (99.44)  |
| Daryl Gurney (93.73) | 6 – 10 | Gerwyn Price (101.04) |

### Knock-outfase
|  | Halve finale (Best of 21 legs) | Halve finale (Best of 21 legs) | Halve finale (Best of 21 legs) |    |                       | Finale (Best of 21 legs)    | Finale (Best of 21 legs) | Finale (Best of 21 legs) |
|  |                                |                                |                                |    |                       |                             |                          |                          |
|  | A1                             | Michael van Gerwen (105.54)    | 11                             |    |                       |                             |                          |                          |
|  | B2                             | Gerwyn Price (102.49)          | 10                             |    |                       |                             |                          |                          |
|  | B2                             | Gerwyn Price (102.49)          | 10                             |    | 1                     | Michael van Gerwen (100.87) | 11                       |                          |
|  |                                |                                |                                |    | 1                     | Michael van Gerwen (100.87) | 11                       |                          |
|  |                                | 6                              | Peter Wright (97.42)           | 10 |                       |                             |                          |                          |
|  | B1                             | 6                              | Peter Wright (97.42)           | 10 | Peter Wright (103.52) | 11                          |                          |                          |
|  | B1                             |                                |                                |    | Peter Wright (103.52) | 11                          |                          |                          |
|  | A2                             | Michael Smith (97.88)          | 5                              |    |                       |                             |                          |                          |

2016 ·
2017 ·
2018 ·
2019 ·
2020